# تسوکادا تاماکی
تسوکادا تاماکی (به ژاپنی: 塚田玉樹، متولد ۲۳ نوامبر ۱۹۶۴) دیپلمات ژاپنی و سفیر و نمایندهٔ تام‌الاختیار کنونی ژاپن در ایران است. او از اهالی استان سایتاما است.

## تحصیلات
او از دانشگاه توکیو (لیسانس حقوق، ۱۹۸۷) و دانشگاه آکسفورد (کالج مرتون، کارشناسی/ کارشناسی ارشد تاریخ مدرن، ۱۹۹۰) فارغ‌التحصیل شد.

## سوابق حرفه‌ای
- مارس ۱۹۸۷: فارغ‌التحصیلی از دانشکدۀ حقوق دانشگاه توکیو
- آوریل ۱۹۸۷: پیوستن به وزارت امور خارجه
- سپتامبر ۲۰۰۱: دبیر اول، مأموریت دائم ژاپن در سازمان‌های بین‌المللی در ژنو
- آوریل ۲۰۰۳: دبیر اول، مأموریت دائم ژاپن در سازمان‌های بین‌المللی در ژنو
- ژانویه ۲۰۰۴: مشاور، نمایندگی دائم ژاپن در سازمان‌های بین‌المللی در ژنو
- فوریه ۲۰۰۴: مدیر اجرایی، بخش سیاست، دفتر همکاری اقتصادی
- آوریل ۲۰۰۴: افسر برنامه‌ریزی، بخش سیاست، دفتر همکاری اقتصادی
- می ۲۰۰۴ تا اوت ۲۰۱۱: آژانس خاندان امپراتوری
- اوت ۲۰۰۶ تا ژوئیه ۲۰۰۷: مدیر برنامه‌ریزی بخش سیاست و دفتر همکاری بین‌المللی و نیز مدیر دفتر آماده‌سازی جایزۀ هیدهیو نوگوچی آفریقا، دفتر کابینه
- اکتبر ۲۰۰۶: مدیر دفتر ارزیابی، بخش سیاستگذاری، دفتر همکاری بین‌المللی
- ژوئیه ۲۰۰۷: مدیر دفتر جایزۀ هیدهیو نوگوچی آفریقا، دبیرخانۀ وزیر، دفتر کابینه
- ژوئیه ۲۰۰۸: مدیر دفتر جایزۀ هیدهیو نوگوچی آفریقا، بخش روابط بین‌الملل، دبیرخانه وزارت
- اوت ۲۰۰۸: مدیر بخش امنیت اقتصادی دفتر امور اقتصادی
- ژوئیه ۲۰۰۹: مدیر بخش همکاری‌های اقتصادی دفتر امور اقتصادی
- اوت ۲۰۱۱: مشاور سفارت ژاپن در هند
- اکتبر ۲۰۱۱: وزیر، سفارت ژاپن در هند
- اوت ۲۰۱۴: وزیر، سفارت ژاپن در ایالات متحدۀ آمریکا
- ژوئیه ۲۰۱۷: مشاور، دبیرخانۀ وزیر و دفتر همکاری‌های بین‌المللی (مسئول امور جهانی)
- ژوئیه ۲۰۱۸: مشاور دبیرخانۀ وزارت
- اوت ۲۰۱۸: معاون مدیر کل دبیرخانۀ وزارت
- ژانویه ۲۰۱۹: معاون مدیر کل دبیرخانۀ وزیر، دفتر آمریکای لاتین، دفتر امور اقتصادی
- سپتامبر ۲۰۱۹: معاون مدیر کل در امور جهانی (سفیر)، دبیرخانۀ وزارت
- ژوئیه ۲۰۲۰: سفیر تام‌الاختیار در ایالات متحده آمریکا
- اکتبر ۲۰۲۳: سفیر تام‌الاختیار در ایران

## جراحی در ایران
سفیر ژاپن در ایران، جراحی دیسک کمر در یکی از بیمارستان‌های تهران انجام داد و اذعان کرد از استانداردهای پزشکی در ایران شگفت زده شده.

## زندگی شخصی
تاماکی یک نوازندۀ آماتور فلوت و عاشق شوگی و حل مسائل ریاضی است. او و همسرش یک دختر دامپزشک دارند و یک پسر در حال تحصیل در رشتۀ بیوشیمی در دانشگاه.